# Indische Badmintonmeisterschaft 2005/06
Die Indische Badmintonmeisterschaft der Saison 2005/2006 fand vom 3. bis zum 11. Januar 2006 in Bangalore statt. Es war die 70. Austragung der nationalen Titelkämpfe im Badminton in Indien. Ausrichter war die Karnataka Badminton Association.

## Austragungsort
- KBA Stadium, No. 4, Jasma Bhavan Road

## Finalergebnisse
| Disziplin    | Sieger                        | Finalist                           | Ergebnis     |
| ------------ | ----------------------------- | ---------------------------------- | ------------ |
| Herreneinzel | Anup Sridhar                  | Arvind Bhat                        | 15-12, 15-4  |
| Dameneinzel  | Aparna Popat                  | Saina Nehwal                       | 13-11, 11-3  |
| Herrendoppel | Rupesh Kumar Sanave Thomas    | Jaseel P. Ismail Valiyaveetil Diju | 15-10, 15-12 |
| Damendoppel  | Shruti Kurien Jwala Gutta     | B. R. Meenakshi Aparna Balan       | 15-13, 15-3  |
| Mixed        | Valiyaveetil Diju Jwala Gutta | Jaseel P. Ismail Aparna Balan      | 15-7, 15-13  |